# Sodio cromoglicato
Il sodio cromoglicato è il sale bisodico del cromoglicato, un composto chimico di formula C23H16O11, dotato di attività farmacologica. È infatti in grado di stabilizzare i mastociti determinando, in tal modo, un miglioramento in alcune patologie di natura allergica, soprattutto asma.
Si tratta di un composto stabile ma insolubile in acqua, infatti a pH fisiologico il composto è in buona parte ionizzato e per questo motivo non assorbito.

## Storia
Il sodio Cromoglicato è stato scoperto dal Dr. Roger Altounyan malato lui stesso di asma. Fu inizialmente considerato un farmaco di svolta nella gestione dell'asma in quanto, in molti casi, i pazienti possono essere liberati dagli steroidi. Successivamente, si è rivelato anche utile come profilassi per l'asma allergico nelle rinocongiuntiviti e nelle allergie alimentari.
Il Dr. Altounyan stava indagando su alcune piante con proprietà bronchodilatanti. Studiando la Khella (Ammi visnaga), usata come rilassante muscolare fin dai tempi antichi in Egitto, il Dr. Altounyan ne intuì le proprietà terapeutiche e deliberatamente ne inalò i derivati del principio attivo: il khellin, per verificare se potevano bloccare i suoi attacchi d'asma. Dopo diversi anni di sperimentazione riuscì ad isolare un composto efficace e sicuro per l'asma, che fu chiamato sodio cromoglicato.

## Farmacocinetica
Il sodio cromoglicato viene poco assorbito per bocca e per tale motivo viene utilizzato localmente tramite inalazione o per aerosol. Per via orale l'assorbimento sistemico è scarso (1% circa) e di esso buona parte viene eliminata inalterata nella bile, urine e feci. L'emivita del composto è di circa 80 minuti.

## Farmacodinamica
Il meccanismo d'azione del sodio cromoglicato al momento non è ben noto. Da vari studi si è concluso che è in grado di stabilizzare la membrana dei mastociti impedendone la degranulazione conseguente al legame antigene-anticorpo e la conseguente liberazione di istamina. Si ritiene che ciò avvenga per inibizione dell'ingresso di ioni calcio all'interno della cellula. Non è noto, però, se questo blocco sia conseguente ad un'azione del farmaco sulla superficie delle cellule o al loro interno per interferenza con i processi citosolici di fosforilazione proteica.

## Effetti del composto ed usi clinici
Il sodio cromoglicato è in grado di indurre, se inalato precedentemente, protezione dagli attacchi di broncospasmo causati da vari fattori: esercizio fisico, allergeni, vari composti chimici ed enzimi. Tale azione rende il farmaco utile da usare qualora si debba intraprendere un'attività che potrebbe scatenare un attacco d'asma: basta assumerlo almeno una mezz'ora prima. Oltre a ciò è in grado, in persone con asma cronica, di ridurre sia la sintomatologia, la frequenza degli attacchi sia il dosaggio di farmaci broncodilatatori e corticosteroidi. L'azione protettiva del sodio cromoglicato è inferiore rispetto a quella dei corticosteroidi assunti per inalazione ma nel lungo periodo può risultare vantaggiosa per la minor presenza d'effetti collaterali.

Si ritiene che il farmaco sia in grado di ridurre la reattività bronchiale e sotto questo punto di vista può trovare applicazione nelle riacutizzazioni stagionali dell'asma allergico.
Il sodio cromoglicato, inoltre, trova applicazione in altre patologie d'ordine allergico quali riniti e congiuntiviti e nella prevenzione delle allergie alimentari.
Non tutte le persone, però, possono trovar giovamento dall'uso del sodio cromoglicato anche se pare che i bambini rispondano meglio degli adulti. Non esistendo, però, nulla che possa al momento predire la riuscita della terapia si può solo tentare un trattamento della durata di almeno 4-6 settimane.

In caso di polveri inalabili si utilizza una dose iniziale di 20 mg circa 4 volte al giorno, aumentabile fino a 6-8 volte al dì a seconda dei casi. Qualora si debba intraprendere un esercizio fisico se ne può assumere una dose un mezz'ora prima dell'attività.

Una dose di circa 10 mg 4 volte al giorno la si può usare in caso d'inalazione per aerosol.

Nelle allergie alimentari si utilizza una dose di 200 mg 4 volte al giorno prima dei pasti. In bambini di età compresa tra i 2 ed i 14 anni, invece, si utilizza un dosaggio di 100 mg. Il dosaggio può essere aumentato, in caso di necessità, fino ad un massimo di 40 mg/kg al giorno. Qualora non si riuscisse ad evitare il contatto con alimenti allergenici (per esempio durante i pasti al ristorante o alla mensa) si può utilizzare una dose singola di sodio cromoglicato un quarto d'ora prima del pasto per cercare d'evitare lo scatenarsi della sintomatologia.

Per il trattamento della congiuntivite allergica si possono utilizzare appositi colliri a base di sodio cromoglicato da utilizzarsi 4 volte al giorno.

Per il trattamento della rinite allergica il sodio cromoglicato viene considerato di prima scelta nei bambini anche se antistaminici e cortisonici locali vengono considerati più efficaci. La dose utilizzata è di uno spruzzo per narice 2-4 volte al giorno. In caso di riniti allergiche stagionali la terapia dovrebbe cominciare 2 o 3 settimane prima dell'arrivo della stagione in questione.
Negli USA il Sodio cromoglicato, per via orale, è approvato nella mastocitosi sistemica per alleviare i sintomi gastrointestinali e sistemici.

## Tossicologia
Al momento non sono stati riportati casi da sovradosaggio di sodio cromoglicato.

## Controindicazioni ed effetti collaterali
Il farmaco è controindicato in caso d'ipersensibilità ad uno dei componenti.
A causa del suo scarso assorbimento sistemico gli effetti collaterali sono poco frequenti.

Essi comprendono xerostomia, odinofagia, tosse, senso di affanno o di costrizione toracica. Talvolta può comparire un episodio di broncospasmo transitorio che dopo poco tempo svanisce e che, comunque, può essere trattato con un broncodilatatore. In caso di uso di colliri può aversi un transitorio senso di bruciore e sono stati riportati alcuni casi di alterazione del gusto con comparsa d'un senso d'amaro in bocca.

Nell'uso orale per il trattamento delle allergie alimentari talvolta può aversi senso di nausea, dolori articolari e rash cutaneo.

In rari casi si può avere comparsa di dermatiti, gastroenteriti o miositi e, ancor meno volte, infiltrati polmonari eosinofili con anafilassi.
Non sono noti casi di pericolosità del sodio cromoglicato in gravidanza o durante l'allattamento per cui viene ritenuto sicuro da utilizzare durante questi stadi anche se è bene che ciò avvenga sotto controllo medico.

## Meccanismo d'azione
Si suppone che questo farmaco agisca ad uno stadio successivo all'interazione IgE antigene e prima dell'interazione con la cellula bersaglio. In particolare agisce riducendo i meccanismi di degranulazione Ca++ dipendenti, per un blocco dei canali voltaggio dipendenti del Cl-.
Entrambi i cromoni: (sodio cromoglicato e neodocromil) non hanno effetto sul rilascio di acetilcolina e la successiva contrazione stimolata dall'Ca2+ intracellulare; tuttavia il sodio cromoglicato, non Nedocromil, ad alte concentrazioni sopprime le correnti Ca2+ dipendenti, Cl- attivate dallo stimolo dell'acetilcolina.